# Aittosaari (ö i Mellersta Finland, Äänekoski)
Aittosaari är en liten ö i Keitele i Finland. Den ligger i sjön Sumiainen och i kommunen Äänekoski i den ekonomiska regionen  Äänekoski  och landskapet Mellersta Finland, i den centrala delen av landet, 280 km norr om huvudstaden Helsingfors. Öns area är 1,9 hektar och dess största längd är 290 meter i nord-sydlig riktning.